# تشيميتا
تشيميتا (بالإنجليزية: Cimetta)‏ هو أحد جبال سلسلة جبال الألب ليبونتيني وجزء من القمة الأم يقع في سويسرا. يبلغ ارتفاع الجبل حوالي 1671 متر، بينما يبلغ ارتفاع نتوء الجبل 61 متر.

## المناخ
يظهر الجدول التالي التغييرات المناخية على مدار السنة لتشيميتا:
| البيانات المناخية لـتشيميتا        | البيانات المناخية لـتشيميتا | البيانات المناخية لـتشيميتا | البيانات المناخية لـتشيميتا | البيانات المناخية لـتشيميتا | البيانات المناخية لـتشيميتا | البيانات المناخية لـتشيميتا | البيانات المناخية لـتشيميتا | البيانات المناخية لـتشيميتا | البيانات المناخية لـتشيميتا | البيانات المناخية لـتشيميتا | البيانات المناخية لـتشيميتا | البيانات المناخية لـتشيميتا | البيانات المناخية لـتشيميتا |
| الشهر                              | يناير                       | فبراير                      | مارس                        | أبريل                       | مايو                        | يونيو                       | يوليو                       | أغسطس                       | سبتمبر                      | أكتوبر                      | نوفمبر                      | ديسمبر                      | المعدل السنوي               |
| ---------------------------------- | --------------------------- | --------------------------- | --------------------------- | --------------------------- | --------------------------- | --------------------------- | --------------------------- | --------------------------- | --------------------------- | --------------------------- | --------------------------- | --------------------------- | --------------------------- |
| متوسط درجة الحرارة الكبرى °م (°ف)  | 1.0 (33.8)                  | 0.7 (33.3)                  | 3.2 (37.8)                  | 5.8 (42.4)                  | 10.5 (50.9)                 | 14.2 (57.6)                 | 16.6 (61.9)                 | 16.2 (61.2)                 | 12.4 (54.3)                 | 8.7 (47.7)                  | 4.0 (39.2)                  | 1.7 (35.1)                  | 7.9 (46.2)                  |
| المتوسط اليومي °م (°ف)             | −1.4 (29.5)                 | −1.8 (28.8)                 | 0.4 (32.7)                  | 2.8 (37.0)                  | 7.3 (45.1)                  | 11.0 (51.8)                 | 13.5 (56.3)                 | 13.2 (55.8)                 | 9.7 (49.5)                  | 6.1 (43.0)                  | 1.7 (35.1)                  | −0.7 (30.7)                 | 5.2 (41.4)                  |
| متوسط درجة الحرارة الصغرى °م (°ف)  | −3.7 (25.3)                 | −4.2 (24.4)                 | −2.0 (28.4)                 | 0.4 (32.7)                  | 4.8 (40.6)                  | 8.4 (47.1)                  | 10.9 (51.6)                 | 10.8 (51.4)                 | 7.6 (45.7)                  | 4.0 (39.2)                  | −0.5 (31.1)                 | −3.0 (26.6)                 | 2.8 (37.0)                  |
| الهطول مم (إنش)                    | 48 (1.9)                    | 42 (1.7)                    | 68 (2.7)                    | 137 (5.4)                   | 194 (7.6)                   | 182 (7.2)                   | 159 (6.3)                   | 185 (7.3)                   | 209 (8.2)                   | 173 (6.8)                   | 122 (4.8)                   | 63 (2.5)                    | 1٬583 (62.3)                |
| متوسط تساقط الثلوج سم (إنش)        | 0 (0)                       | 0 (0)                       | 0 (0)                       | 0 (0)                       | 0 (0)                       | 0 (0)                       | 0 (0)                       | 0 (0)                       | 0 (0)                       | 0 (0)                       | 0 (0)                       | 0 (0)                       | 0 (0)                       |
| متوسط أيام هطول الأمطار (≥ 1.0 mm) | 5.1                         | 5.0                         | 6.2                         | 10.9                        | 13.2                        | 10.5                        | 9.2                         | 10.6                        | 9.1                         | 9.7                         | 8.5                         | 6.8                         | 104.8                       |
| متوسط الأيام المثلجة (≥ 1.0 cm)    | 0                           | 0                           | 0                           | 0                           | 0                           | 0                           | 0                           | 0                           | 0                           | 0                           | 0                           | 0                           | 0                           |
| متوسط الرطوبة النسبية (%)          | 56                          | 59                          | 61                          | 69                          | 73                          | 72                          | 71                          | 73                          | 75                          | 72                          | 65                          | 58                          | 67                          |
| ساعات سطوع الشمس الشهرية           | 161                         | 164                         | 200                         | 176                         | 180                         | 217                         | 249                         | 228                         | 178                         | 157                         | 138                         | 143                         | 2٬191                       |
| المصدر: MeteoSwiss                 |                             |                             |                             |                             |                             |                             |                             |                             |                             |                             |                             |                             |                             |